# Бьалет-Массе
Бьялет-Массе (исп. Bialet Massé) — город и муниципалитет в департаменте Пунилья провинции Кордова (Аргентина). Часть агломерации «Коскин — Санта-Мария-де-Пунилья — Биалет-Массе».

## История
До прихода испанцев в этих местах жили индейские племена комечигонов и   санавиронов. С XVI века здесь начали селиться испанцы. В конце XIX века здесь образовался городок Буэна-Виста. В 1913 году он был переименован в нынешнее название, в честь аргентинского инженера Хуана Бьялет-Массе, построившего водохранилище Сан-Роке.